# Apalone mutica
Apalone mutica és una espècie de tortuga de la família Trionychidae i en el gènere Apalone. Aquesta tortuga és natural del centre dels Estats Units. La seva distribució comprèn des dels estats d'Ohio a Minnesota fins a l'extrem occident de la Florida i Texas.